# Day Break
Day Break is een Amerikaanse dertiendelige actie-sciencefictionserie uit 2007, bedacht en geschreven door Paul Zbyszewski. De hoofdrol is voor Taye Diggs, als politie-inspecteur Brett Hopper. Day Break werd geproduceerd door ABC. 

## Verhaal
Politie-inspecteur Brett Hopper wordt op een dag beschuldigd van moord op assistent-rechter Alberto Garza. Hij heeft een geldig alibi, maar niemand gelooft hem. Hopper komt erachter dat hij erin wordt geluisd en dat zijn vriendin en familie ook in gevaar zijn. Als hij de volgende dag wakker wordt, beleeft hij exact dezelfde momenten.
Hopper raakt in de war en gefrustreerd, omdat hij al weet dat er bepaalde dingen gaan gebeuren, die hij wil voorkomen. Wat hij ook doet of probeert, het lukt hem niet om deze vicieuze cirkel te doorbreken. Alleen als Hopper erachter kan zien te komen waarom zijn leven zo'n puinhoop is en hoe hij dit kan oplossen, zal er een nieuwe dag voor hem aanbreken.

## Cast
- Brett Hopper, gespeeld door Taye Diggs, de hoofdpersoon van de show. Hij is een politie-inspecteur die is beschuldigd van de moord op assistent-rechter Alberto Garza.
- Rita Shelten, gespeeld door Moon Bloodgood, Bretts vriendin. Ze is een zuster en is doelwit van degenen die Brett erin hebben geluisd.
- Jennifer Mathis, gespeeld door Meta Golding, Bretts zuster. Ze is een lerares.
- Andrea Battle, gespeeld door Victoria Pratt, Bretts partner. Ze is ook politie-inspecteur en wordt onderzocht door Internal Affairs omdat ze een paar duistere dealtjes heeft gemaakt met haar informant "Slim".
- Damien Ortiz, gespeeld door Ramon Rodriguez, Bretts informant. Hij is een bendelid die heeft besloten om zich tegen zijn bende te keren. Zijn onderduik adres is overvallen in de nacht voor de herhaalde dag, maar hij wist te ontsnappen.
- Chad Shelten, gespeeld door Adam Baldwin, Bretts voormalig partner. Hij is nu een inspecteur voor Internal Affairs. Hij is ook Rita's ex-man.